# Oued Harbil
Oued Harbil est une commune de la wilaya de Médéa en Algérie.

## Géographie
La commune est située dans le tell central algérien dans l'Atlas tellien dans l'Atlas blidéen à environ 90 km au sud-ouest d'Alger et à 16 km au sud-ouest de Médéa et à environ 45 km au sud-ouest de Blida et à 40 km au nord-ouest de Berrouaghia et à 60 km à l'est d'Aïn Defla et à 45 km au sud-est de Tipaza.
| Ouamri   | Tamesguida , Ouamri | Tamesguida   |
| Ouamri   | Oued Harbil         | Draa Essamar |
| Hannacha | Bouaichoune         | Si Mahdjoub  |